# محمد (مسرحية)

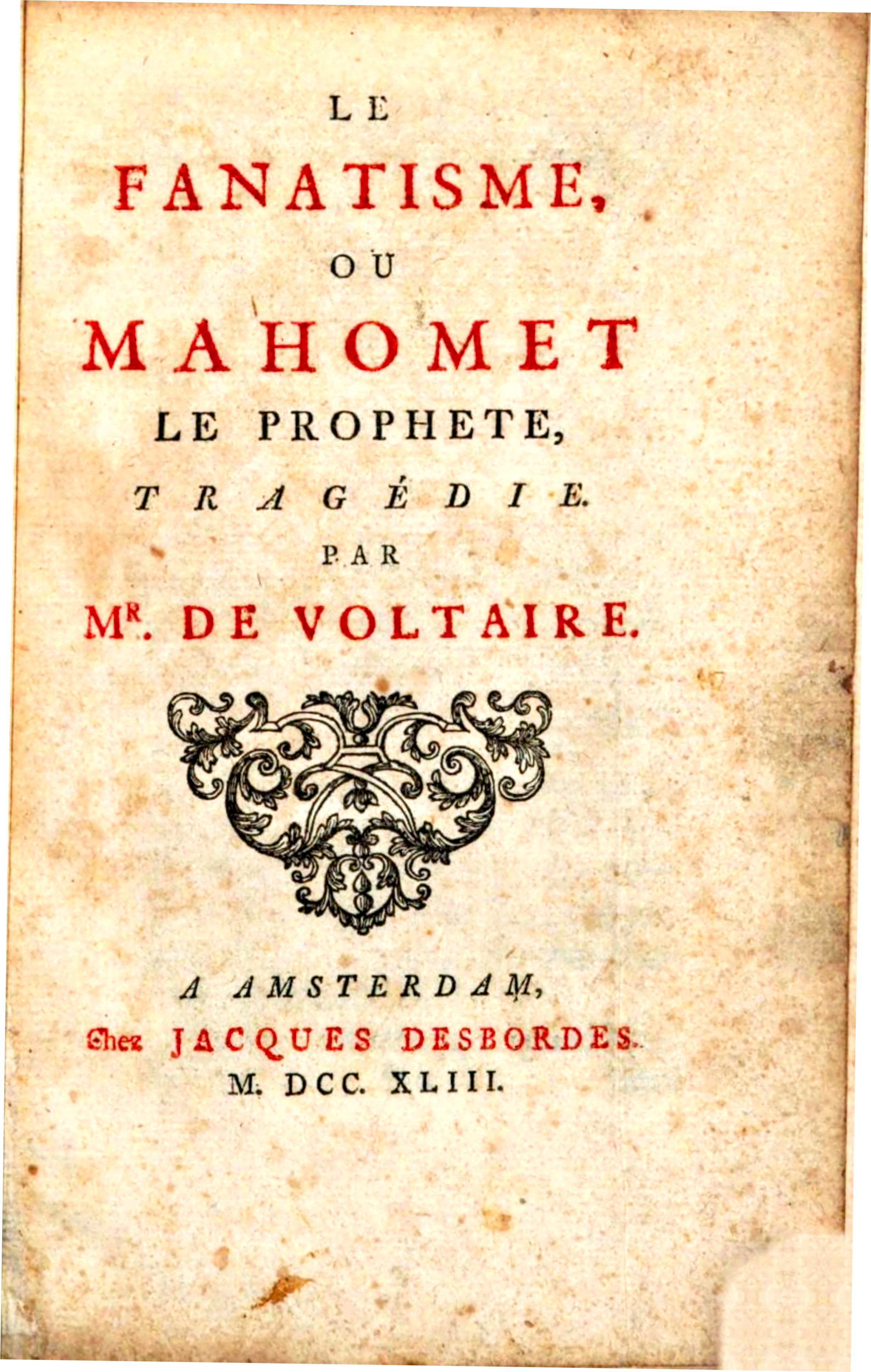
غلاف طبعة 1753 من المسرحية.

مسرحية فولتير عن النبي محمد أو مسرحية النبي محمد أو مسرحية التعصب (بالفرنسية: Le fanatisme, ou Mahomet le Prophète)‏، هي مسرحية من خمسة فصول كتبها الكاتب المسرحي والفيلسوف الفرنسي فولتير سنة 1736، وعرضت للمرة الأولى في مدينة ليل الفرنسية في 25 أبريل 1741.
تهاجم المسرحية الدين الإسلامي في شخص نبيه، ويظهر ذلك في وصف فولتير للمسرحية ـ في رسالة له إلى البابا بندكت الرابع عشر بتاريخ 17 أغسطس 1745 ـ بأنها «كُتبت معارضةً لمؤسس طائفة دينية كاذبة وبربرية»، ويظهر النبي في المسرحية وهو يقتل معارضيه.
يقول المؤرخ الفرنسي المختص بدراسة الفاشية بيير ميليز: وكعادة فولتير المتكررة في ما كتبه لم يكن الإسلام هو المقصود حقيقة بقصة المسرحية ولكن المسيحية، وكان الهدف منها إدانة اضطهاد الكنيسة الكاثوليكية وجرائمها بالمرتكبة باسم المسيح، وصرح فولتير شخصياً بهذا في رسالة كتبها عام 1742 بصيغة غير واضحة: أردت من المسرحية أن أظهر الأبعاد المقيتة للفاشية التي يمكن لمدعٍ أن يزرعها في العقول الضعيفة. وفي رسالة تالية أكثر وضوحاً من نفس العام كتب فولتير أن قصة المسرحية كان الهدف منها الإشارة إلى الراهب المسيحي جاك كليمان (Jacques Clément) الذي قتل هنري الثالث في عام 1589، ولم تنشر هذه الرسالة التي كتبت في سبتمبر عام 1742 حتى عام 1856. وشرح فولتير رأيه الحقيقي في مقال كتبه 1748 عن القرآن بعد صدور المسرحية «إن كان كتابه ضعيفاً لزمننا فقد أدى خيراً كثيراً لمعاصريه، وتأثير دينه كان أفضل من ذلك، علينا الاعتراف بأنه ألغى الوثنية من قارة أسيا كلها».
والشيء الذي يبرهن على أن المسرحية تنتقد سياسيين معاصرين في زمن فولتير بطريقة رمزية هو النتيجة التي أدت إليها؛ حيث تمت محاكمة فولتير من السلطات الكنسية وتم منع المسرحية. ومسألة أن المسرحية تستهدف حدثاً معيناً يدين الكنيسة المسيحية أمر معروف في الثقافة الفرنسية وقليل الانتشار في الدول الناطقة بالإنجليزية، حيث يعتقد البعض من منظور سطحيّ أن المسرحية ناقدة للإسلام فقط. وقد صرح فولتير عن رأيه الحقيقي في محمد في أواخر حياته في عام 1772:
وكلام فولتير عن التسامح يشير إلى حقيقة اختلاف الوضع بين العثمانيين والأوربيين في ذلك الوقت حيث يعيش الأقليات اليهودية والمسيحية عند المسلمين ويضطهد الأقليات في أوروبا.